# BG Pathum United FC

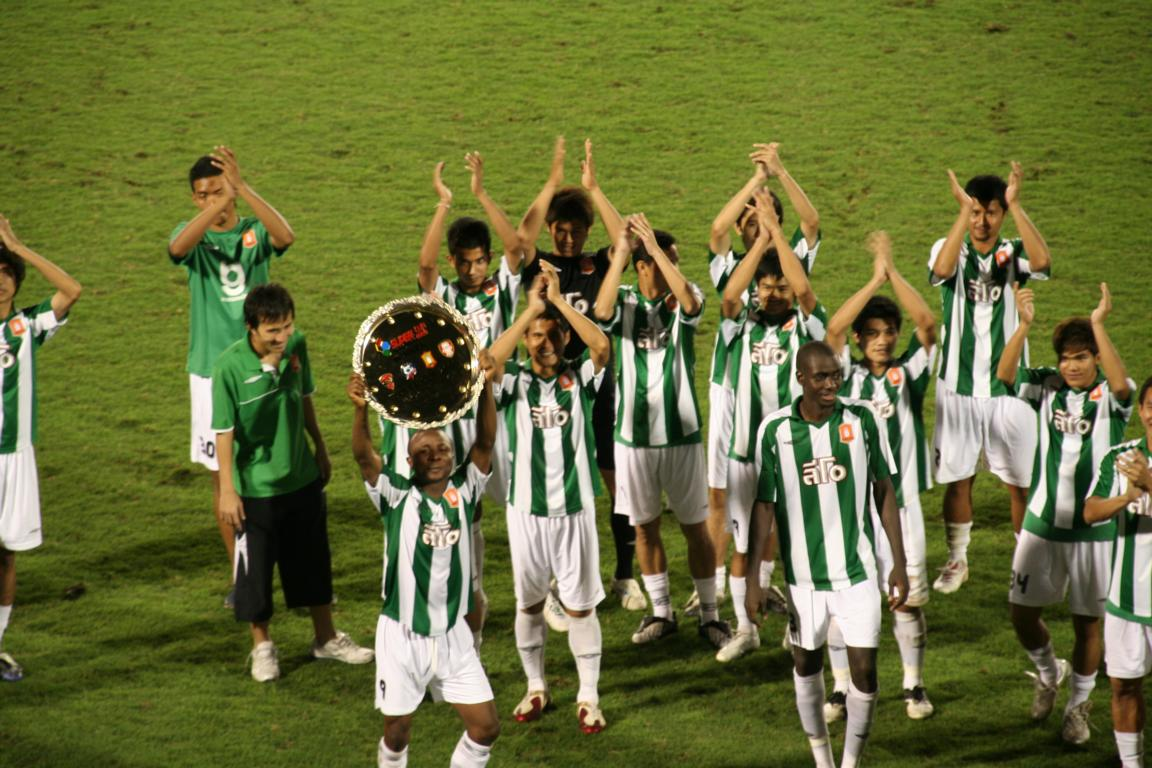
Winnaar van de Supercup 2009

BG Pathum United Football Club (Thai: สโมสรฟุตบอลบีจี ปทุม ยูไนเต็ด), voorheen Bangkok Glass, is een Thaise professionele voetbalclub uit Pathum Thani.

## Geschiedenis
Bangkok Glass werd opgericht in 2006. Het speelde eerst in de Khǒr Royal cup, de vierde voetbalklasse van Thailand. In 2009 fuseerde de club met Krung Thai Bank FC. Met deze fusie was het de bedoeling om te stijgen naar de Thai Premier League en daar een vaste waarde te worden. Dat gebeurde ook en in hun eerste seizoen in de hoogste divisie werden ze meteen derde. Het team werd dat seizoen gecoacht door de Duitser Hans Emser.
Na het seizoen verklaarde Emser liever de jeugdteams te coachen. Hij werd opgevolgd door Surachai Jaturapattarapong, een ex-international van Thailand. Hij bleef niet lang bij de club door tegenvallende resultaten in het begin van het seizoen. Bangkok Glass stelde de Braziliaan Carlos Roberto de Carvalho aan als de opvolger. Na twee zwaar verloren matchen werd hij ontslagen. Bangkok Glass eindigde vijfde, nadat het een jaar eerder derde werd.

## Bekende (ex-)spelers
- Chanathip Songkrasin
- Teerasil Dangda
- Lars Veldwijk
- Seydine N'Diaye

## Trainers
- Hans R. Emser (2009)
- Surachai Jaturapattarapong (augustus 2009-2010)
- Carlos Roberto Carvalho (juni 2010- oktober 2010)
- Supasil Leelarit (oktober 2010- december 2010)
- Makoto Teguramori (februari 2022 – oktober 2022, december 2023 – oktober 2024)
- Anthony Hudson (februari 2025 – april 2025)

## Erelijst
Nationaal
- Thai League 1 : 2020/21
- Thai League 2 : 2019
- FA Cup: 2014
- Thai League Cup: 2023/24

Bangkok United FC ·
BG Pathum United ·
Buriram United ·
Chiangrai United ·
KhonKaen United ·
Lamphun Warriors FC ·
Muangthong United ·
Nakhon Pathom United ·
Nakhon Ratchasima FC ·
Nongbua Pitchaya FC ·
Port FC · 
PT Prachuap FC ·
Ratchaburi FC ·
Sukhothai FC ·
Rayong FC ·
Uthai Thani FC ·